# S.D. Chaudhuri
Saifud-Alboroto Chaudhury (octubre de 1917 – 1997) fue un botánico económico, planificador político y universitario académico bangladés. Fue vicerrector de la Universidad Agrícola de Pakistán del Este (más tarde Universidad Agrícola de Bangladés). Fue miembro fundante de la Academia de Bangladés de Ciencias desde 1973. También sirvió como presidente de la Academia.

## Educación
Fue estudiante de la Facultad de Gobierno Lahore. Completó su licenciatura en el Presidency College, Calcuta. Obtuvo su Ph.D. por la Universidad Imperial de Londres. Condujo investigaciones de mejoramiento vegetal en el Beltville Instituto de Estudios en EE. UU.

## Carrera
Sirvió como botánico económico del Gobierno de Assam y el Gobierno de Pakistán del Este. Luego deviene director del Instituto de Estudios de Jute y Agricultura de Pakistán del Este.
Fue nombrado miembro de Planning Comission del Gobierno de Bangladés en 1977.

## Premios
- Tamgha-e-Imtiaz
- Sitara-e-Quaid-e-Azam
- Medalla de Oro de los leones por Sylhet Club de Leones[2]